# Davor
Davor [ˈdaʋɔr] ist eine Gemeinde in Kroatien. Davor befindet sich in Slawonien (Gespanschaft Brod-Posavina).

## Geographie
Davor liegt am Fluss Save, dem Grenzfluss zu Bosnien, und zwar unmittelbar an der Stelle, wo der Fluss Vrbas (auf bosnischer Seite bei Srbac) in die Save mündet.

## Bevölkerung
Gemäß der letzten Volkszählung im Jahr 2011 hatte die Gemeinde Davor 3015 Einwohner, aufgeteilt in zwei Ortschaften:
- Davor – 2382
- Orubica – 633

Volkszugehörigkeiten 2011:
- Kroaten – 3005 (99,67 %)
- Serben – 4 (0,13 %)
- Bosniaken – 1
- Bulgaren – 1
- Ungarn – 1
- übrige – 1
- unentschiedene – 1
- unbekannt – 1

## Geschichte
Am 20. Dezember 1895 beschloss die Regierung, dass der Ort, der bisher Svinjar hieß, ab dem 1. April 1896 Davor genannt wird. Der Name Svinjar leitet sich vom kroatischen Wort „svinja“ (= Schwein) ab und klingt eher abwertend. Dies könnte der Grund für die Namensänderung gewesen sein. Für die Herkunft des Namens Davor gibt es zwei Erklärungen:
Die erste Erklärung kommt aus der slawische Mythologie, in der ein Gott Davor heißt. Die Wahrscheinlichkeit der Herkunft des Namens Davor aus dieser Mythologie wird jedoch als gering eingestuft, weil die slawische Mythologie die Kroaten nicht tiefgreifend erreicht hat. Außerdem ist der Mythos um die Gottheit Davor selbst umstritten, so dass ihn im Dorf womöglich gar niemand gekannt hat (es kann angenommen werden, dass die Initiative zur Namensänderung aus dem Dorf selbst kam).
Die zweite Erklärung ist, dass der Name Davor sich aus den Davorien ableitet. Bei diesen handelt es sich um patriotische Gedichte, die in den 1830er-Jahren in der Zeit des Ljudevit Gaj, der illyrischen Bewegung und des Erwachens des Nationalbewusstseins der südslawischen Völker entstanden sind. Neben den Kroaten kennen auch die Serben und Slowenen solche Gedichte.

## Persönlichkeiten
- Tomislav Ivančić (1938–2017), Theologe und Begründer der Hagiotherapie
- Ivo Kerdić, Bildhauer
- Ivica Olić (* 1979), Fußballspieler
- Matija Antun Relković (1732–1798), Schriftsteller
- Antun Škvorčević (* 1947), erster Bischof von Požega

## Kultur
Von den zahlreichen kulturellen und sportlichen Ereignissen, welche über das Jahr in Davor stattfinden, sind besonders die sogenannten „Fischabende“ hervorzuheben. Dieser gastronomisch-kulturelle Unterhaltungsanlass zieht eine große Anzahl Leute aus der größeren Umgebung von Davor an.

## Sport
Davor ist Geburtsort des kroatischen Fußballnationalspielers Ivica Olić.

Die Junioren des Fußballklubs NK „Posavac“ Davor sind in der Saison 2004/2005 Meister geworden und haben diesen Titel in der darauf folgenden Saison 2005/2006 erfolgreich verteidigt.